# Edouard Girardet

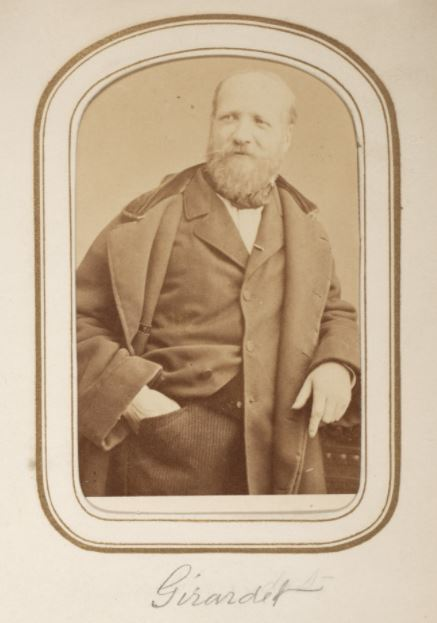
Edouard Girardet (1856)

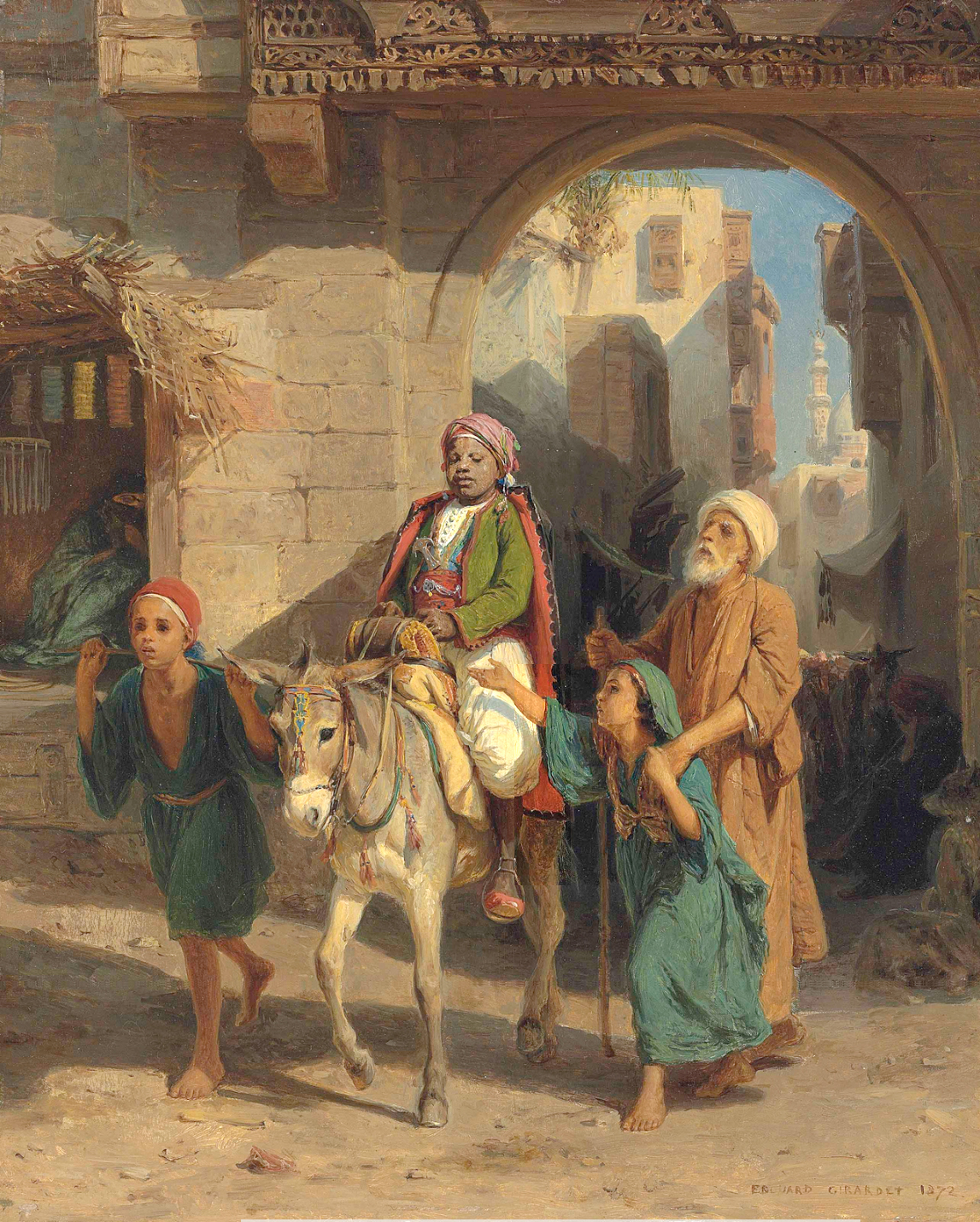
Die Stadt betretend

Edouard-Henri Girardet [ʒiʀaʀˈdɛ] (* 21. Juli 1819 in Neuchâtel; † 5. März 1880 in Versailles) war ein aus der Schweiz stammender französischer Maler und Kupferstecher.

## Leben
Edouard Girardet entstammte der Künstlerfamilie Girardet, er war der Sohn von Charles Girardet, Bruder von Karl Girardet und Paul Girardet, Vater von Henri Girardet (1848–1917), Pierre Girardet (1850–1884), Robert Girardet (1851–1900) und Max Girardet (1857–1927).
1822 zog er mit seiner Familie von Le Locle nach Paris. Bereits ab etwa 1828 beschäftigte er sich mit der Holzschneiderei. Ab 1831 studierte an der Klasse für Ornamentbildhauerei der Ecole royale gratuite de Dessin et de Mathématiques appliqués aux arts mécaniques. danach besuchte er die Ecole des Beaux-Arts in Paris. Von 1836 bis 1845 fertigte er Zeichnungen für die von Charles Gavard herausgegebene Porträtsammlung Les galeries historiques de Versailles. Parallel dazu nahm er Malunterricht bei seinem Bruder Karl. Ende der 1830er Jahre begab er sich zu einem Arbeitsaufenthalt in der Schweiz, in dessen Verlauf 1839 im Berner Oberland seine ersten von zahlreichen. weiteren, mit großem Einfühlungsvermögen gemalten ländlichen Genreszenen entstanden. 1842 unternahm er mit seinem Bruder Karl eine Reise nach Ägypten. Danach kehrte er in die Schweiz nach Brienz zurück und heiratete dort 1845. Um den Lebensunterhalt seiner vielköpfigen Familie zu sichern, fertigt er ab 1855 auf Vermittlung seines Bruders Karl Reproduktionsstiche für den französischen Verleger Adolphe Goupil. 1857 zog er wieder nach Paris und war dort überwiegend als Stecher tätig, u. a. nach Vorlagen von  Paul Delaroche, Horace Vernet  und Jean-Léon Gérôme.
1866 wurde er Ritter der Ehrenlegion. Während des Krieges 1870/71 lebte er wieder in Brienz, danach erneut in Frankreich, wo er die Malerei wieder aufnahm. Lange Reisen in die Bretagne (1876), nach Italien und Nordafrika liefern ihm Motive für zahlreiche Studien mit Landschaften und Genreszenen als Grundlage für Gemälde.